# Vancouver Whitecaps FC 2023
Questa voce raccoglie le informazioni riguardanti il Vancouver Whitecaps nelle competizioni ufficiali della stagione 2023.

## Rosa
Aggiornata al 18 febbraio 2023.
| N. |                        | Ruolo | Calciatore          |
| -- | ---------------------- | ----- | ------------------- |
| 1  | Canada (bandiera)      | P     | Thomas Hasal        |
| 2  | Uruguay (bandiera)     | D     | Mathías Laborda     |
| 3  | Canada (bandiera)      | D     | Cristián Gutiérrez  |
| 4  | Serbia (bandiera)      | D     | Ranko Veselinović   |
| 6  | Stati Uniti (bandiera) | D     | Tristan Blackmon    |
| 7  | Colombia (bandiera)    | A     | Déiber Caicedo      |
| 7  | Canada (bandiera)      | D     | Richie Laryea       |
| 8  | Austria (bandiera)     | C     | Alessandro Schöpf   |
| 9  | Colombia (bandiera)    | A     | Sergio Córdova      |
| 11 | Colombia (bandiera)    | A     | Cristian Dájome     |
| 12 | Canada (bandiera)      | D     | Karifa Yao          |
| 14 | Portogallo (bandiera)  | D     | Luís Martins        |
| 16 | Stati Uniti (bandiera) | C     | Sebastian Berhalter |
| 18 | Giappone (bandiera)    | P     | Yōhei Takaoka       |
| 19 | Stati Uniti (bandiera) | C     | Julian Gressel      |

| N. |                        | Ruolo | Calciatore        |
| -- | ---------------------- | ----- | ----------------- |
| 20 | Paraguay (bandiera)    | C     | Adrián Cubas      |
| 23 | Giamaica (bandiera)    | D     | Javain Brown      |
| 24 | Stati Uniti (bandiera) | A     | Brian White       |
| 25 | Scozia (bandiera)      | C     | Ryan Gauld        |
| 26 | Camerun (bandiera)     | C     | JC Ngando         |
| 27 | Canada (bandiera)      | A     | Ryan Raposo       |
| 28 | Canada (bandiera)      | A     | Levonte Johnson   |
| 29 | Stati Uniti (bandiera) | A     | Simon Becher      |
| 30 | Stati Uniti (bandiera) | C     | Kamron Habibullah |
| 31 | Canada (bandiera)      | C     | Russell Teibert   |
| 45 | Ecuador (bandiera)     | C     | Pedro Vite        |
| 50 | Canada (bandiera)      | P     | Max Anchor        |
| 51 | Canada (bandiera)      | D     | Ali Ahmed         |
| 60 | Canada (bandiera)      | P     | Isaac Boehmer     |
| 61 | Canada (bandiera)      | D     | Matteo Campagna   |